# Acrotylus multispinosus
Acrotylus multispinosus är en insektsart som beskrevs av Brancsik 1893. Acrotylus multispinosus ingår i släktet Acrotylus och familjen gräshoppor. Inga underarter finns listade i Catalogue of Life.